# Leeuwarden
Leeuwarden (în frizonă Ljouwert) este un oraș în Țările de Jos, reședința provinciei Frizia.

## Istorie
Zona a fost ocupată începând cu secolul al X-lea (deși recent, urme de locuințe datând din jurul anului 2 d.Hr. au fost descoperite în urma unor săpaturi arheologice în apropierea localității Oldehove⁠(d)), și i-a fost acordat rangul de oraș în 1435. Situat în estuarul Middelzee⁠(d), a fost un centru comercial, până când estuarul nu a mai fost navigabil datorită colmatării sale în secolul XV. În 1901 orașul avea o populație de 32.203.
Printre localnicii faimoși din Leeuwarden îi putem enumera pe: Wilhelm a IV-lea de Orania, artistul grafic Maurits Cornelis Escher, dansatorea-spioana Mata Hari, precum si teologul Dr. NH Gootjes.
În timpul celui de al doilea război mondial, după ocupația forțelor germane, orașul a fost eliberat pe  data de 15 aprilie 1945 de către "Royal Canadian Dragoons", regimentul eliberând orașul în ciuda ordinelor de luptă.

## Artă și cultură
În 2018, Leeuwarden a fost aleasă Capitală Europeană a Culturii, împărțind acest statut cu Valletta, capitala țării Malta.
Leeuwarden este de asemenea orașul în care s-a născut, a copilărit și a studiat rapperul Joost Klein, care menționează des Provincia Frizia în melodiile sale. El folosește des și steagul regiunii în proiectele sale, acesta fiind un motiv recurent în clipurile sale muzicale, concertele sale, și pe coperta albumului Fryslân din 2022.

## Localități componente
Leeuwarden (Ljouwert), Goutum (Goutum), Wirdum (Wurdum), Wijtgaard (Wytgaard), Lekkum (Lekkum), Snakkerburen (Snakkerbuorren), Hempens (Himpens), Swichum (Swichum), Teerns (Tearns).

## Arhitectură
Probabil cea mai emblematic simbol al orașului este Oldehove, un turn de biserică neterminat, înclinat, a cărui construcție a încetat în 1532 (1533 după unele surse). Biserica a fost ulterior demolată între anii 1595 și 1596, rămânând în picioare doar turnul cu cele două clopote. Turnul are o înălțime de 39 de metri, iar vizitatorii pot urca în vârful său folosind cele 183 de trepte.

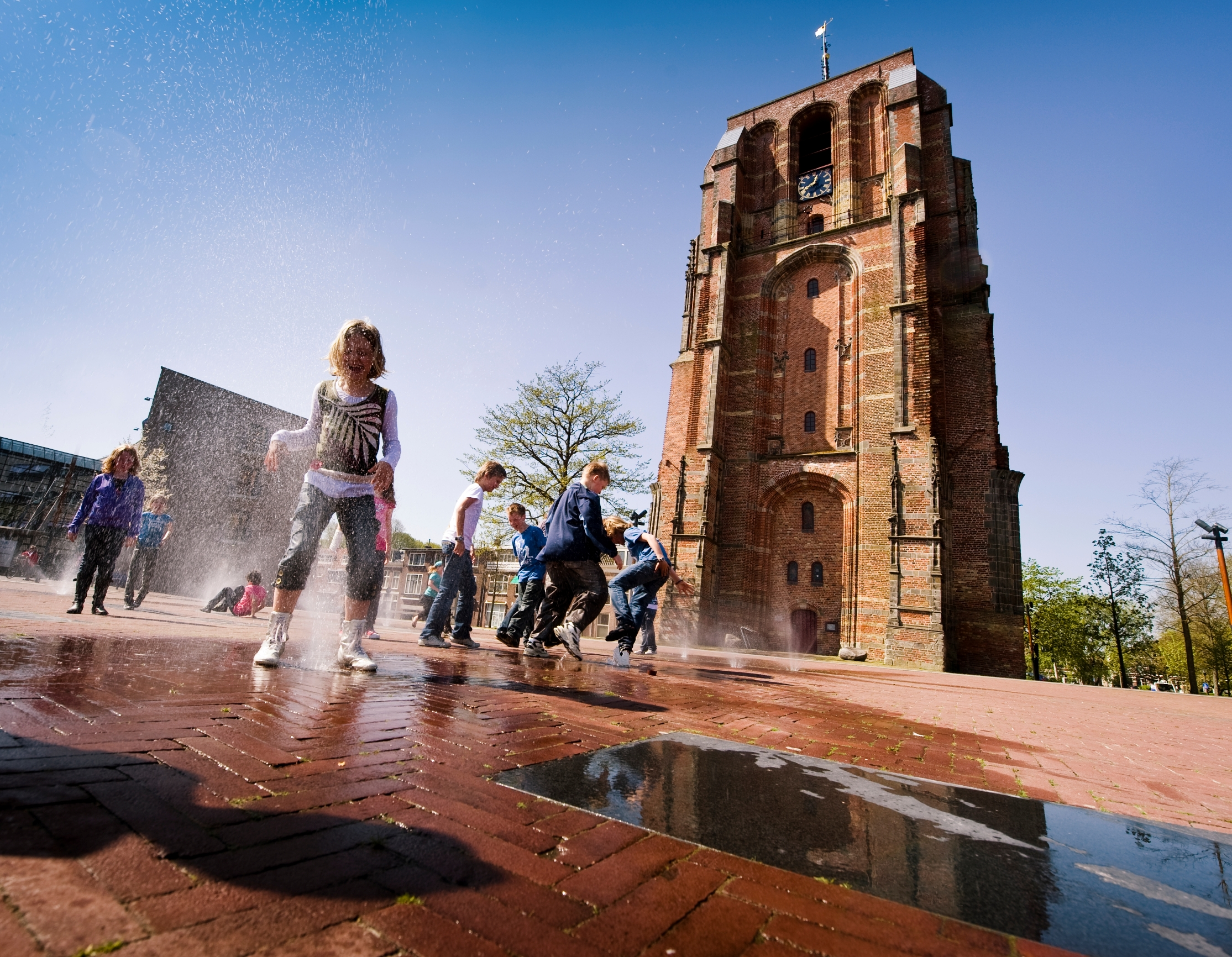
Turnul Oldehove din centrul istoric al orașului

## Educaţie

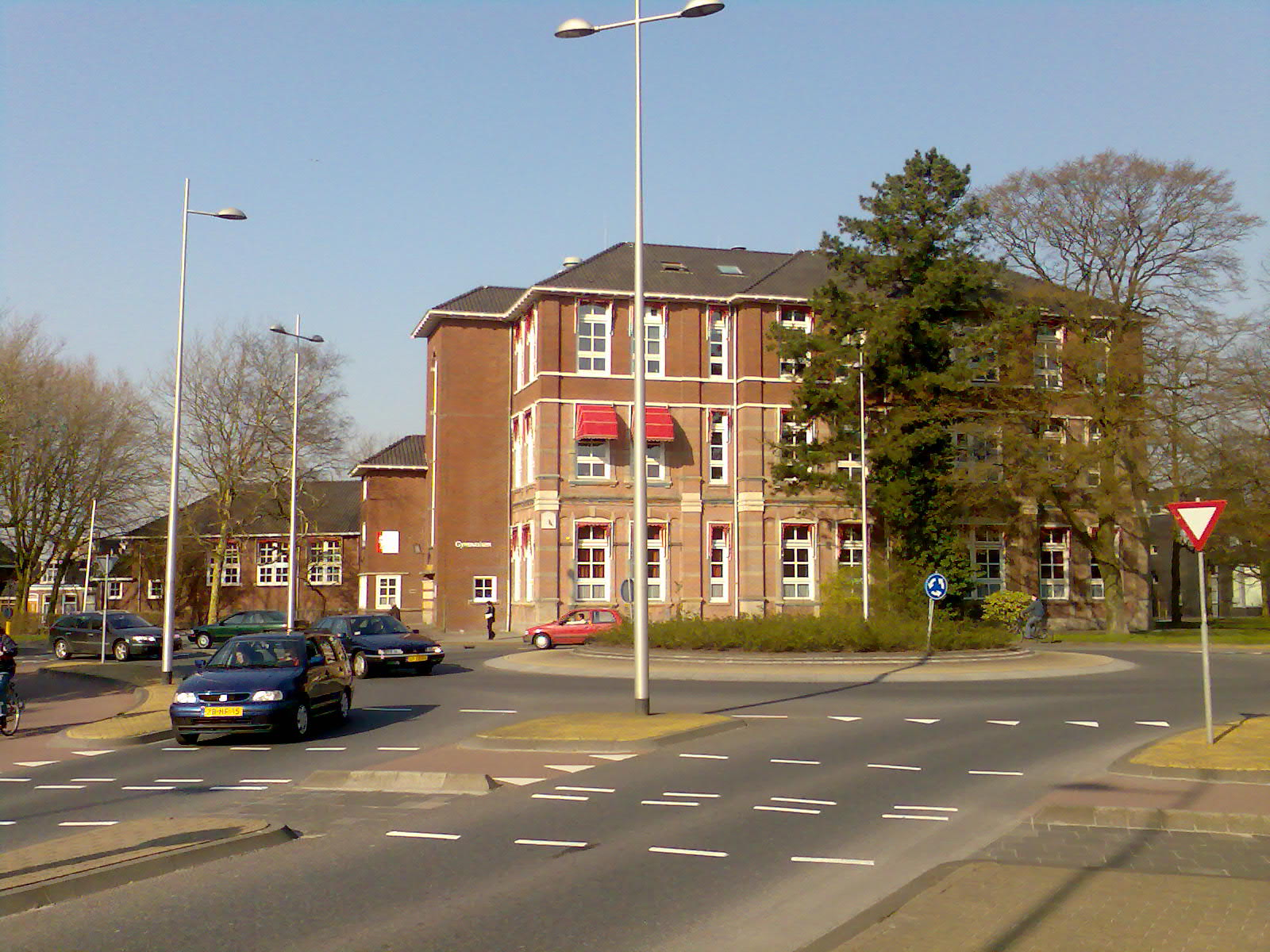
Gimnaziul Stedelijk în 2007

În Leeuwarden se află un număr de școli respectate de științe aplicate ( HBO în olandeză), (21.480 de studenți în 2017), , cum ar fi Van Hall Instituut (științe agricole și științe ale vieții) și Universitatea de Științe Aplicate NHL Stenden (management hotelier, management economic și media).  NHL Stenden este o alegere populară pentru studenții din România. 

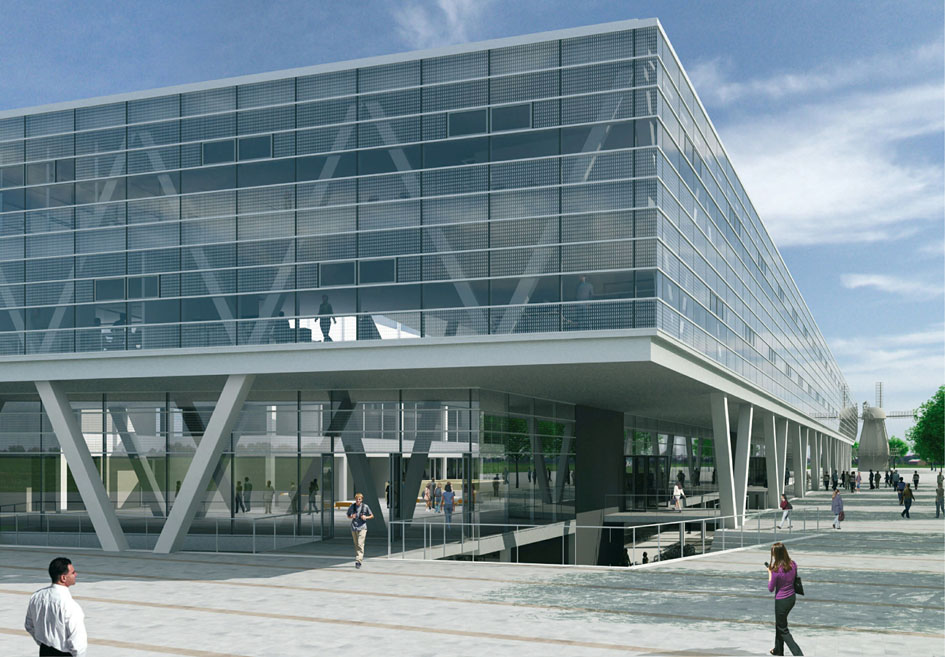
Una din clădirile campusului NHL Stenden

Pe lângă învățământul superior, orașul găzduiește și trei școli profesionale regionale (MBO): Friese Poort, Friesland College și Nordwin College.   
Deși orașul nu are propria sa universitate, mai multe campusuri satelit sunt situate aici, inclusiv Campus Fryslân ( Universitatea din Groningen ),  Campusul Lactate ( Universitatea și Cercetarea Wageningen )  și Academie voor Popkultuur ( Universitatea Aplicată Hanze). Științe Groningen ) 
Technological Top Institute Wetsus se ocupă cu cercetări în domeniul managementului apei și al tehnologiilor conexe.  Center of Expertise Water Technology (CEW) este centrul de cunoștințe și inovare pentru cercetarea aplicată și dezvoltarea de produse în domeniul tehnologiei apei  și Academia Wadden pentru a studia și a cerceta Marea Wadden . 